# 히가시치치부촌
히가시치치부촌(일본어: 東秩父村)은 일본 사이타마현 북서부에 있는 지치부군의 촌이다. 2006년 2월 1일부터 사이타마현의 유일한 촌이 되었다.
지치부군에 속해 있지만 지치부 분지에서 산과 떨어진 동쪽에 있어서 광역 행정으로는 지치부 지방이 아닌 인접하는 히키군의 자치체와 함께 히키 광역시정촌조합을 구성하며 히키 권역에 속한다. 실제로 경찰서는 오가와 경찰서의 관할 내이며, 보건소는 히가시마쓰야마 보건소의 관할 내이다.
예로부터 "와지(일본 종이)의 마을"로 알려져 인접하는 오가와정과 함께 와지의 산지이다.

## 지리
쓰키가와강의 최상류로, 소토치치부 산지 등의 산들에 둘러싸여 있다.

## 역사
- 1956년 8월 1일 - 지치부군 오카와촌, 쓰키가와촌이 합병해 히가시치치부촌이 성립하였다.

## 인구
| 연도 | 인구  | ±%     |
| ---- | ----- | ------ |
| 1920 | 5,716 | —      |
| 1930 | 5,767 | +0.9%  |
| 1940 | 5,674 | −1.6%  |
| 1950 | 6,656 | +17.3% |
| 1960 | 5,881 | −11.6% |
| 1970 | 5,067 | −13.8% |
| 1980 | 4,704 | −7.2%  |
| 1990 | 4,490 | −4.5%  |
| 2000 | 4,119 | −8.3%  |
| 2010 | 3,346 | −18.8% |